# 2023年基希訥烏國際機場槍擊事件
2023年6月30日，摩爾多瓦基希讷乌国际机场發生槍擊事件，造成2人死亡、2人受傷，其中死者為1名海關總署僱員、1名機場安全局僱員，傷者為1名旅客和襲擊者。襲擊者為43歲男子魯斯塔姆·阿舒羅夫，為塔吉克公民。槍擊原因為阿舒羅夫被拒絕入境。

## 襲擊
根據當地警方消息人士表示，該名肇事者由土耳其伊斯坦布爾抵達機場，並槍擊邊防警察。摩爾多瓦新聞網站《NewsMaker》引述未具名官員稱，一名男子在被帶到禁區後從邊防警察身上拿走了一把槍。另外一名乘客受傷並被送往醫院。根據一些報導稱，肇事者劫持了人質，並躲藏在機場的其中一個房間內。現場的影片顯示，機場大樓疏散時，機場附近的乘客都疏散到草地上。當地時間18:30（歐洲東部夏令時間），摩爾多瓦內政部報告稱，肇事男子已被拘留。摩爾多瓦檢察總長後來表示，該名肇事男子在摩爾多瓦特種部隊介入後受重傷，已被送往醫院治療。
事件造成2人死亡，其中1名為摩爾多瓦海關總署僱員謝爾蓋·蒙泰安、1名為機場安全局僱員謝爾蓋·喬福，他有3個孩子。
摩爾多瓦政府表示，所有航班均延誤，乘客已從機場疏散。此外，摩爾多瓦總統馬婭·桑杜表示，國家機構已進入高度戒備狀態，她向遇難者家屬和親屬表示哀悼，並補充說，襲擊者是一名因安全原因被當局拒絕入境的外國公民。

## 襲擊者
根據初步未經證實的消息，稱襲擊者是一名俄羅斯公民，也有說法稱襲擊者是瓦格纳集团的僱傭兵。隨後，摩爾多瓦總理多林·雷切安表示，襲擊者是一名43歲的塔吉克公民，出於安全原因而被禁止進入摩爾多瓦。塔吉克當局後來確認他是魯斯塔姆·阿舒羅夫（Rustam Ashurov），他是一個「有組織犯罪集團」的成員，該集團於一周前在塔吉克首都杜尚別綁架了一名銀行高管。
當地東部時間7月3日下午22點35分，阿舒羅夫在醫院因傷死亡。

## 後續
7月14日，總理雷切安宣布摩爾多瓦三名部長在槍擊事件後召開的政府會議中辭職。他們是基礎設施和區域發展部長莉莉亞·達比賈、內政部長安娜·雷文科和教育和研究部長阿納托利·托帕拉。7月17日，他們的職位分別由安德烈·斯皮努、阿德里安·埃夫羅斯和丹·珀西恩接替。